# Championnat du Danemark de football 2007-2008
Navigation
Saison précédente Saison suivante
La saison 2007-2008 du Championnat du Danemark de football est la 95e édition du championnat de première division au Danemark. Les 12 meilleurs clubs du pays se retrouvent au sein d'une poule unique, la Superligaen, où ils s'affrontent trois fois, à domicile et à l'extérieur. À l'issue du championnat, les deux derniers du classement sont relégués et remplacés par les deux meilleurs clubs de 1.division.
C'est l'AaB Aalborg qui remporte la compétition en terminant en tête de la poule. C'est le 3e titre de champion du Danemark de l'histoire du club. Aalborg réalise même le doublé en battant le Brøndby IF en finale de la Coupe du Danemark.

## Les 12 clubs participants
| - FC Copenhague - AC Horsens - Vejle BK - Promu de 1.division - Viborg FF - Lyngby BK - FC Midtjylland | - AGF Aarhus - Promu de 1.division - OB Odense - FC Nordsjælland - Brondby IF - AaB Aalborg - Esbjerg fB |

## Compétition

### Classement
Le barème utilisé pour établir le classement est le suivant :
- Victoire : 3 points
- Match nul : 1 point
- Défaite : 0 point

| Rang | Équipe            | Pts | J  | G  | N  | P  | Bp | Bc | Diff |
| ---- | ----------------- | --- | -- | -- | -- | -- | -- | -- | ---- |
| 1    | AaB Aalborg (C)   | 71  | 33 | 22 | 5  | 6  | 60 | 38 | +22  |
| 2    | FC Midtjylland    | 62  | 33 | 18 | 8  | 7  | 53 | 36 | +17  |
| 3    | FC Copenhague (T) | 60  | 33 | 17 | 9  | 7  | 51 | 29 | +22  |
| 4    | OB Odense         | 52  | 33 | 12 | 16 | 5  | 46 | 27 | +19  |
| 5    | AC Horsens        | 52  | 33 | 14 | 10 | 9  | 47 | 43 | +4   |
| 6    | Randers FC        | 47  | 33 | 13 | 8  | 12 | 41 | 33 | +8   |
| 7    | Esbjerg fB        | 45  | 33 | 13 | 6  | 14 | 59 | 54 | +5   |
| 8    | Brøndby IF        | 43  | 33 | 11 | 10 | 12 | 44 | 44 | 0    |
| 9    | FC Nordsjælland   | 43  | 33 | 11 | 10 | 12 | 47 | 51 | -4   |
| 10   | AGF Aarhus (P)    | 29  | 33 | 7  | 8  | 18 | 33 | 51 | -18  |
| 11   | Viborg FF         | 20  | 33 | 5  | 5  | 23 | 29 | 68 | -39  |
| 12   | Lyngby BK (P)     | 18  | 33 | 3  | 9  | 21 | 33 | 69 | -36  |

|  | Qualification pour la Ligue des clubs champions 2008-2009                                      |
|  | Qualification pour la Coupe UEFA 2008-2009                                                     |
|  | Qualification pour la Coupe Intertoto 2008                                                     |
|  | Relégation en 1.division                                                                       |
|  | (T) : Tenant du titre (C) : Vainqueur de la Coupe du Danemark (P) : Promu de deuxième division |

## Bilan de la saison
| Championnat du Danemark de football 2007-2008 |                        |
| Champion                                      | AaB Aalborg (3e titre) |
| Coupes et trophées                            |                        |
| Vainqueur de la Coupe du Danemark 2007-2008   | AaB Aalborg            |
| Qualifications continentales                  |                        |
| Ligue des clubs champions 2008-2009           | AaB Aalborg            |
| Coupe UEFA 2008-2009                          | FC Midtjylland         |
| Coupe UEFA 2008-2009                          | FC Copenhague          |
| Coupe UEFA 2008-2009                          | Brøndby IF             |
| Coupe UEFA 2008-2009                          | FC Nordsjælland        |
| Coupe Intertoto 2008                          | OB Odense              |
| Promotions et relégations                     |                        |
| Promus en Superligaen                         | Vejle BK               |
| Promus en Superligaen                         | SønderjyskE            |
| Relégués en 1.division                        | Lyngby BK              |
| Relégués en 1.division                        | Viborg FF              |